# 时钟座
时钟座是南天球六颗黯淡恒星组成的星座，拉丁语原名源自古希臘語，意指摆钟。1756年，法国天文学家尼可拉·路易·拉卡伊率先划分时钟座。1922年，國際天文聯會重新划分星座范围，此后时钟座便属联会认可的88个现代星座。北緯23度線以南可以观测时钟座全部星空。
时钟座只有最亮的天园增六亮度超过4.0视星等，达到3.85，是老化的橙巨星，直径达太阳11倍。時鐘座R是刍藁变星，视星等在4.7至14.3范围变化，幅度之大在夜空所有肉眼可见的恒星中名列前茅。人类已发现時钟座六个恒星系统包含系外行星，其中至少格利澤1061拥有適居帶行星。

## 历史
法国天文学家尼可拉·路易·拉卡伊在好望角停留两年，观察并分类上万颗南天恒星，然后在1756年划分时钟座，选择的星座名称是，意指钟摆。他在欧洲无法观测的南天球星空划出14个星座，其中13个用象征啟蒙時代的科学仪器命名。拉卡伊去世后，星座法语名称在1763年发布的星图中已拉丁化成，拉丁语名是由古希臘語派生，意指计时摆钟。

## 简介

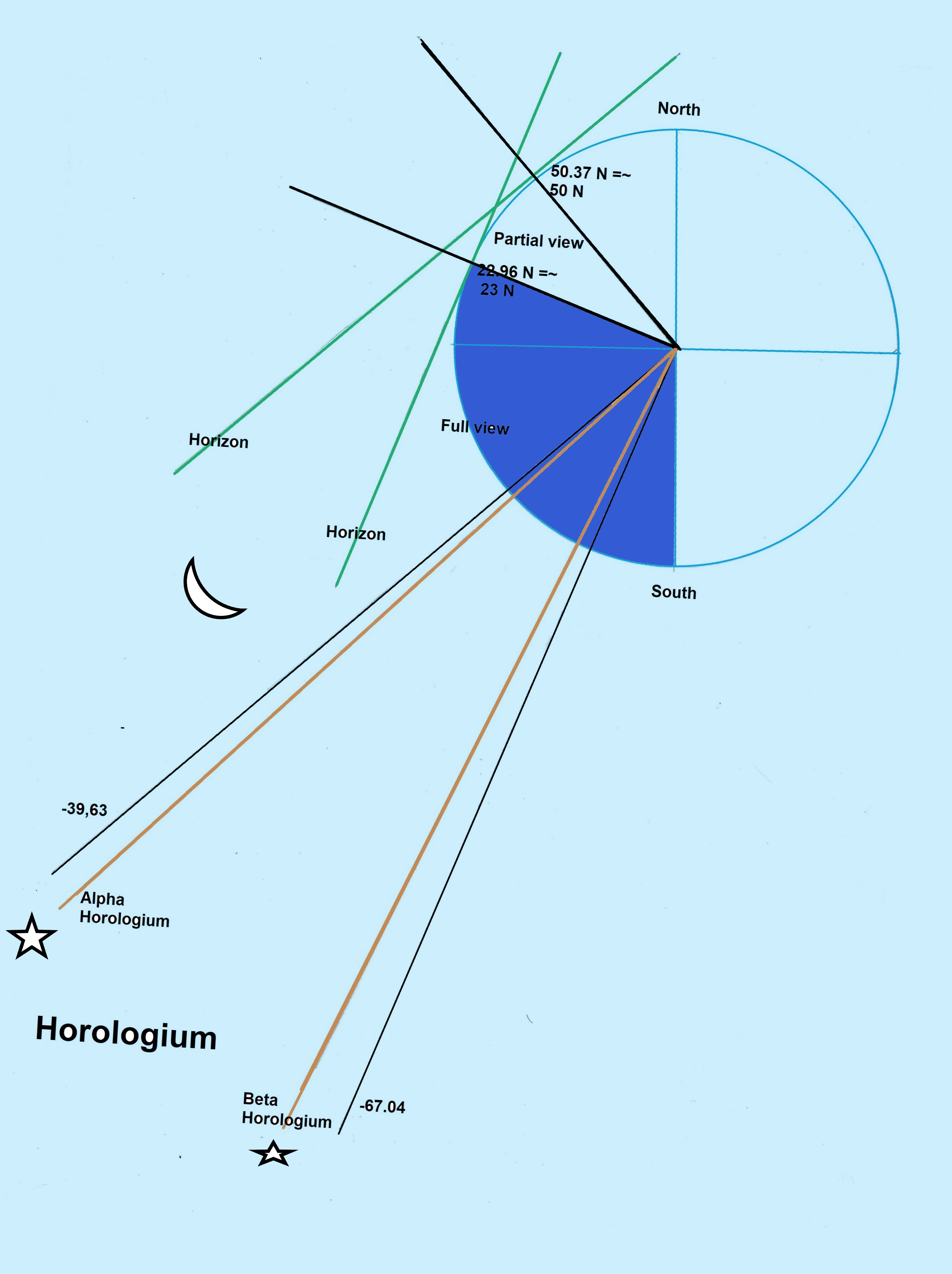
北緯23度線以南可观测整个时钟座

时钟座面积248.9平方度，占天球0.603%，在88个现代星座中排第58。星座位于南天球，需在北緯23度線以南才能观测。时钟座周围与五个星座相邻，分别是波江座、雕具座、网罟座、劍魚座和水蛇座。1922年，国际天文联会确定以三字母缩写代指时钟座。1930年，尤金·德爾波特正式划分星座边界，时钟座是22边形（见文首信息框）。根据赤道坐標系統，星座赤经位于02h 12.8m和04h 20.3m之间，赤纬在−39.64°到−67.04°之间。

## 显著特点

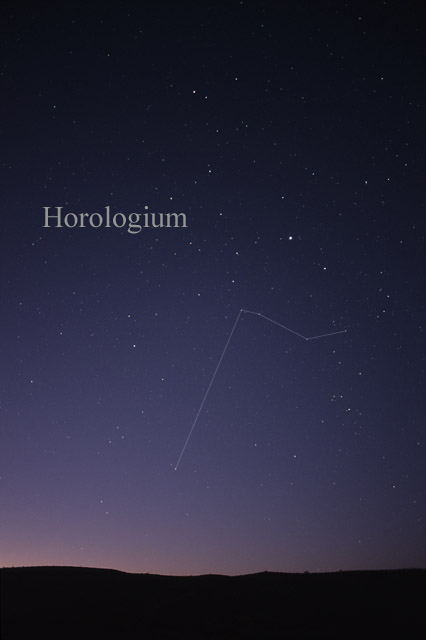
时钟座可用肉眼识别

### 恒星
时钟座只有一颗星亮度超过4.0视星等，41颗达到或超过6.5视星等。1756年拉卡伊将星座中11颗恒星标上星图，并以拜耳命名法分配α至λ共11个希腊字母。19世纪中期，英格兰天文学家弗朗西斯·贝利撤消ε和θ两个字母，认为这两颗恒星过于黯淡，不够资格获名。他在拉卡伊划定的時鐘座β位置没有找到恒星，认为坐标有误，将名称分给其他恒星。时钟座κ的位置同样没有恒星，名称因此停用，估计很可能是指HD 18292。1879年，美国天文学家本杰明·阿普索普·古尔德认为另外两颗恒星亮度足以分配希腊字母，这便是如今的時鐘座μ和時鐘座ν。
时钟座以3.85视星等的天园增六最亮，距地球115±0.5光年。德国天文学家约翰·波得认为该星代表钟摆，拉卡伊将其视为钟摆砝码，是光谱等级的老化橙巨星，已膨胀到约11倍太阳直径，白主序星阶段已过去大半。估计该星拥有1.55倍太阳质量，光球辐射量达38倍太陽光度，表面有效溫度5028开尔文。
4.93视星等的時鐘座δ是时钟座第二亮恒星，与天园增六组成范围宽大的光学双星。时钟座δ是聯星系统，主星光谱等级，是1.41倍太阳质量、5.15视星等的白主序星；伴星7.29视星等，联星距地球179±4光年。
5.0视星等的时钟座β是白巨星，光度达太阳63倍，表面有效温度8303K，距地球312±4光年，人类目前还缺乏了解。时钟座λ是光谱等级的老化黄白巨星，距地球161±1光年，以每秒140公里的速度旋转，因此两极略显拉平，呈扁球状）。
時鐘座ν是5.24视星等的白主序星，光谱等级，距地球169±1光年，有约1.9倍太阳质量。估计该星已有5.4亿年历史，岩屑盤包含两部分：内盘轨道距恒星96+9
−37 天文單位，外盘距恒星410+24
−96 AU。估计岩屑盘质量为地球0.13%±0.07%。
时钟座變星众多。紅巨星時鐘座R便是刍藁变星，亮度变化幅度之大在夜空所有肉眼可见的恒星中名列前茅，距地球约一千光年。该星亮度以13个月为周期在14.3至4.7视星等范围变化。时钟座T和时钟座U也是刍藁变星，南非天文学会于2003年宣布两星光變曲線数据不完整，需要进一步观测。红巨星時鐘座TW是半規則變星，也是碳星，距地球1370±70光年。
黄白矮星时钟座ι拥有1.23±0.12倍太阳质量，1.16±0.04倍太阳直径，光谱等级，与地球相隔57±0.05光年。从化学组成、运动和年龄判断，该星在畢宿星團形成，但已飘移到其他星球约130光年外，周围有至少2.5倍木星质量的行星旋转，轨道周期307天。HD 27631是类日恒星，距地球164±0.3光年，拥有至少1.45倍木星质量的行星，公转周期2208天。WASP-120是约1.4倍太阳质量的黄白主序星，光谱等级，估计已有26±5亿年历史。该星的行星质量达4.85倍木星，每3.6天就能公转一周，估计表面温度达1880±70K。
13.06视星等的紅矮星格利澤1061光谱等级，质量和直径分别是太阳的一成二和一成五，光度仅0.17%，距地球12光年，属离太阳最近的20颗单星或恒星系统。2019年8月，科学家宣布该星有三颗行星，其中一颗位于適居帶。

### 深空天体

NGC 1512（左）棒旋星系和NGC 1510矮星系的合成图像

时钟座深空天體众多，其中不乏球狀星團。NGC 1261是8.0视星等的球状星团，与地球相隔5.3万光年，位于时钟座μ东北偏北4.7度。阿普-马多雷一号（Arp-Madore 1）距地球40.2万光年，是银河系内确知距离最远的球状星团。
NGC 1512是天园增六西南偏西2.1度的棒旋星系，亮度10.2视星等，与矮透鏡狀星系NGC 1510相隔约五弧分（13.8秒差距）。两个星系从约四亿年前就开始逐渐合并。
时钟座超星系团是地球周边两百秒差距范围内的第二大超星系团，规模仅次于夏普力超星系團，覆盖上百平方度天空，拥有二十多个阿贝尔星系团，中心位于赤道坐標系統α=03h 19m，δ=50° 2′左右。